# Armoriale delle famiglie italiane (Ci-Cl)
Questo è l'armoriale delle famiglie italiane il cui cognome inizia con le lettere che vanno da Ci a Cl.

## Armi

### Cia
| Stemma | Casato e blasonatura |
| ------ | --- |
|        | Ciabattini (Firenze) D'azzurro, alla torre d'argento addestrata da un fascio di rami di verde fiorito d'argento, e sinistrato da un sandalo pure d'argento (citato in (13)) |
|        | Ciabilli (Firenze) Troncato: nel 1º d'oro, a un ramo spinoso al naturale piegato in scaglione e congiungente tre rose di rosso, 1.2; nel 2º d'azzurro, al cammello al naturale passante sul terreno dello stesso alias D'azzurro, al cammello al naturale passante sul terreno dello stesso; e al capo d'oro caricato di un ramo spinoso al naturale, piegato in scaglione, congiungente tre rose di rosso, 1.2 (citato in (13)) |
|        | Ciaccheri (Firenze) fascia di argento su troncato di azzurro e di rosso - 3 lune di argento di cui la centrale montante a le 2 laterali addossate alla centrale su azzurro - corona di oro su rosso (citato in LEOM) |
|        | Ciacchi (Pesaro) di azzurro allo scaglione di rosso bordato di oro accompagnato da tre stelle di 8 punte, d'oro, male ordinate; ed in punta da un monte d'oro di 3 cime all'italiana (citato in (4) – Vol. II pag. 453) |
|        | Ciacchi (Firenze) D'argento, allo scaglione di rosso, accompagnato da un monte di sei cime d'oro (citato in (13)) (DE) In Silber 1 erniedrigter roter Sparren, unten begleitet von 1 schwebenden goldenen Sechsberg (citato in (28)) alias D'argento, allo scaglione di rosso, accompagnato da un monte di sei cime di rosso (citato in (13)) alias D'argento, allo scaglione di rosso, accompagnato in punta da una lettera C gotica di nero (citato in (13)) (DE) In Silber 1 roter Sparren, unten begleitet von 1 schwarzen Minuskelbuchstaben a (citato in (28)) alias (DE) In Silber 1 rot-gold gespaltener Sparren, unten begleitet von 1 schwebenden goldenen Sechsberg (citato in (28)) |
|        | Ciacchi (Firenze) D'argento, allo scaglione di rosso, accompagnato in punta da un monte di sei cime d'or (citato in (13)) |
|        | Ciacchi (Firenze) Di rosso, alla banda di vaio accostata da due grifoni d'argento (citato in (13)) |
|        | Ciacchi delle Ruote (Firenze) D'argento, allo scaglione di rosso, accompagnato in punta da un monte di sei cime d'oro (citato in (13)) |
|        | Ciacci (Pitigliano, Roma, Siena, Casamassima, Rutigliano) troncato: nel 1º d'azzurro alla stella d'argento; nel 2º di argento al crescente montante d'azzurro (citato in (2) – pag. 523, in (4) - Vol. II pag. 454 (stella di otto raggi) e in DAlena) troncato: nel 1º d'azzurro alla stella d'argento di otto raggi; nel 2º d'argento al crescente montante d'azzurro (citato in (30)) |
|        | Ciacci (Siena) Troncato: nel 1º d'azzurro, alla stella a otto punte d'oro; nel 2º d'argento, al crescente montante d'azzurro (citato in (13)) |
|        | Ciafaglione o Ciaffaglione (Sicilia) Titolo: duca di Villabona d'azzurro all'albero di ciafaglione al naturale, sormontato da un'aquila di nero coronata d'oro (citato in (16), in Mango e in (26)) albero al naturale sradicato cimato da - aquila di nero coronata di oro su azzurro (citato in LEOM) alias d'azzurro, con albero di ciafaglione tortuoso e sradicato di oro, sormontato da un'aquila coronata dello stesso (citato in (26)) albero di ciafaglione tortuoso e sradicato di oro sormontato da - una aquila coronata dello stesso su azzurro (citato in LEOM) Notizie storiche in Famiglie nobili di Sicilia. Ulteriori notizie storiche in Famiglie nobili di Sicilia. |
|        | Ciai (Firenze) D'azzurro, alla banda d'oro, caricata di tre monti di sei cime del campo, posti nel senso della pezza (citato in (13)) alias D'azzurro, alla banda d'oro, caricata di tre monti di tre cime del campo, posti nel senso della pezza (citato in (13)) (DE) In Blau 1 goldener Schrägbalken, der Figur nach belegt mit 3 blauen Dreibergen (citato in (28)) |
|        | Ciai (Firenze) D'argento, al ceppo di vite di verde, pampinato dello stesso e fruttifero di due pezzi di rosso (citato in (13)) alias (DE) In Silber 1 naturfarbener Weinstock mit grünen Reben und roten Trauben (citato in (28)) |
|        | Ciai (Firenze) Di..., alla croce di sant'Andrea spinata di... (citato in (13)) |
|        | Ciaia Barni (Siena) D'azzurro, alla fascia d'oro accompagnata da tre pine dello stesso, 2.1 (citato in (13)) |
|        | Cialdini (Valencia (Spagna)) inquartato: al 1º di rosso, all'aquila bicipite, col volo abbassato, al naturale, coronata d'argento, su ciascuna testa; al 2º d'oro al pino nodrito sopra una zolla erbosa e sostenuto da due lupi affrontati, il tutto al naturale; al 3º d'azzurro alla sbarra a spina di pesce accompagnata in capo da una stella, il tutto d'oro; al 4º scaccato di azzurro e d'argento; il tutto sotto un capo di concessione, di verde al castello d'oro, murato e aperto di nero, cimato da una banderuola svolazzante a sinistra, divisata dalle armi di Gaeta, cioè inquartato d'argento e di rosso Motto: Caieta Italiae ad serta (citato in (4) – Vol. II pag. 454) |
|        | Cialli di azzurro al destrocherio di carnagione tenente un giglio di giardino; il tutto al naturale; col capo di rosso sostenuto di oro caricato di una palla dello stesso (citato in (4) – Vol. III pag. 199) |
|        | Ciammi (Firenze) Di..., al leone di... tenente in palo una bandiera di... caricata di una crocetta di..., e accostato da due stelle a otto punte di... alias Di..., al leone di... tenente in palo una bandiera di... caricata di una crocetta di..., e accostato da due stelle a otto punte di..., il tutto accompagnato in capo da un'altra stella a otto punte di... (citato in (13)) |
|        | Ciampella (L'Aquila) D'azzurro a tre ciambelle d'argento, poste in palo (citato in DAlena) 3 ciambelle di argento l'un sull'altra in palo su azzurro (citato in LEOM) |
|        | Ciampelli (Firenze) D'argento, alla gemella in banda di nero, accostata da due anelletti dello stesso (citato in (13)) (DE) In Silber 1 schwarzer Zwillingsschrägbalken, beidseitig begleitet von je 1 schwarzen Ring (citato in (28)) alias (DE) In Gold 1 schwarzer Zwillingsschrägbalken, beidseitig begleitet von je 1 schwarzen Ring (citato in (28)) |
|        | Ciampelli (Firenze) D'argento, al monte di sei cime d'azzurro, accostato da due delfini affrontati di rosso; con il capo d'Angiò (citato in (13)) |
|        | Ciampoli (Messina) d'oro, a tre cornacchie posate di nero, 2 e 1 (citato in (2) – pag. 179 e in DAlena) d'oro con tre uccelli di nero, ordinati 2 e 1 (citato in (26)) Notizie storiche in Famiglie nobili di Sicilia. |
|        | Ciampoli di Messina (Messina) d'oro, a tre cornacchie soranti di nero (male ordinate?) (citato in Mango) |
|        | Ciampoli di Taormina (Taormina) d'oro, a tre cornacchie soranti di nero (male ordinate?) (citato in Mango) |
|        | Ciampoli (Firenze) D'azzurro, al leone d'oro, e alla banda attraversante d'argento caricata di tre rose di rosso (citato in (13)) alias D'azzurro, al palo d'argento caricato di tre rose di rosso (citato in (13)) (DE) In Blau 1 silberner Pfahl, belegt mit 3 roten Rosen (citato in (28)) |
|        | Ciampoli (Pisa) D'oro, a tre uccelli (cornacchie) posati di nero, 2.1 (citato in (13)) |
|        | Ciampoli (Abruzzo) D'azzurro alla fascia d'argento accompagnata in capo da una corona d'oro ed in punta da tre pali d'argento (citato in DAlena) |
|        | Ciampoli a Greve (Firenze) Di..., al destrocherio di carnagione, vestito di..., tenente un ramoscello di..., fruttato (o fiorito) di... (citato in (13)) |
|        | Ciampolini (Pisa) Trinciato di rosso e d'oro, allo stambecco (o capro) reciso di nero nel secondo (citato in (13)) |
|        | Ciana (Mondovì?) Troncato, al 1° d'oro, a due rami di palma (?), al naturale, decussat, al 2° partito,di rosso, a tre ciglia (?) di nero, e fasciato di nero e d'argento (citato in (15)) |
|        | Ciancaruoli (Venezia) (FR) Coupé de gueules, à trois roses rangées d'or, sur azur plein, à la fasce d'or, brochant sur le coupé. (FR) Ou: Parti, au 1, d'argent, à quatre fasces ondées de gueules, au 2, coupé de gueules sur azur, à la fasce d'or, brochant sur le coupé. (citato in JB Rietstap (archiviato dall'url originale l'8 maggio 2021).) |
|        | Ciancetti (Pistoia) Trinciato d'azzurro e d'oro, alla banda di rosso passata sulla trinciatura, e a tre alberi di pino di verde, nodriti su tre monticelli d'oro nascenti dalla banda, posti nel primo (citato in (13)) |
|        | Cianchi (Firenze) Di..., al destrocherio di carnagione, vestito di..., tenente un fascio di tre spighe di...; con il capo di..., sostenuto da una divisa di... e caricato di due rose di... (citato in (13)) |
|        | Cianchi delle Ruote (Firenze) D'azzurro, alla banda di rosso caricata di un serpente di verde tenente in bocca una freccia al naturale cadente e attraversante la banda; il tutto accompagnato da tre stelle a otto punte d'oro, 2.1 (citato in (13)) |
|        | Cianci di Sanseverino e Cianci di Leo Sanseverino (Napoli) d'azzurro, al leone d'oro posto su di un monte di 3 cime di verde, attraversato da una banda d'oro, accompagnato in capo da 3 stelle d'argento (citato in (2) - pag. 576 e in DAlena) d'azzurro al leone d'oro ritto (fermo) sopra un monte di tre vette al naturale, movente dalla punta, sormontato da tre stelle d'argento ordinate in fascia, colla banda d'oro attraversante sul leone (citato in (4) - Vol. II pag. 455 e in DAlena) |
|        | Ciancio (Sicilia) Titolo: barone di Martina, della Poira d'azzurro a una torre d'oro finestrata di nero nella campagna dello stesso ad una scala d'oro appoggiata alla torre trattenuta alla sommità da un braccio armato d'argento, a tre stelle d'oro (citato in (16)) d'azzurro, alla torre merlata di tre pezzi d'oro, aperta e finestrata di nero, posta sulla campagna dello stesso, ed una scala a piuoli d'oro, di dieci gradini, trattenuta nella sommità della torre da un braccio armato al naturale, movente dal fianco sinistro dello scudo; la torre sormontata da tre stelle d'oro, ordinate in fascia nel capo (citato in Mango e in (26)) d'azzurro, con una torre d'oro merlata di tre pezzi, aperta e finestrata di nero, uscente da una campagna dello stesso, ed una scala a pioli d'oro di dieci gradini, trattenuta nella sommità della torre da un braccio armato movente dal fianco sinistro dello scudo; sormontata da tré stelle d'oro ordinate in fascia (citato in (26)) torre di oro merlata di 3 pezzi alla ghibellina su campagna di nero su azzurro - braccio destro armato uscente da sinistra afferrante con la mano di carnagione scala di oro a pioli appoggiata alla torre su azzurro - 3 stelle (5 raggi) di oro poste in fascia in alto su azzurro (citato in LEOM) Corona di barone Notizie storiche in Famiglie nobili di Sicilia. Ulteriori notizie storiche in Famiglie nobili di Sicilia. |
|        | Cianciolo (Sicilia) d'azzurro, al braccio destro di carnagione (alias armato al naturale) impugnante una mazza di nero, circondata da tre stelle d'argento (citato in Mango) |
|        | Cianciulli (Montella, Napoli) Titolo: marchesi d'oro all'uomo nudo, sulla pianura erbosa, affrontato ad un leone di rosso con la coda controrivoltata (citato in (16) e in (19)) Notizie storiche in Nobili napoletani. |
|        | Cianfanelli (Prato) Di..., a tre spade di..., poste in banda rivolte e ordinate l'una sull'altra (citato in (13)) |
|        | Cianfi (Firenze) D'azzurro, alla fascia d'oro, sormontata da un leone nascente al naturale, tenente una ruota dello stesso; il tutto accompagnato da tre stelle a otto punte d'oro, 2.1 (citato in (13)) alias D'azzurro, alla banda d'oro, sormontata da un leone nascente al naturale, tenente una ruota dello stesso; il tutto accompagnato da tre stelle a otto punte d'oro, 2.1 (citato in (13)) (DE) In Blau 1 erniedrigter goldener Schrägbalken, besetzt oben mit 1 wachsenden silbernen Löwen an der Teilungslinie, 1 achtspeichiges goldenes Rad haltend, begleitet oben von 2, unten von 1 achtstrahligen goldenen Stern (citato in (28)) |
|        | Cianfogni o Cianfogni della Scala (Firenze) D'azzurro, alla banda di rosso caricata di tre conchiglie d'argento (citato in (13)) (DE) In Blau 1 roter Schrägbalken, belegt mit 3 silbernen Muscheln? (citato in (28)) |
|        | Ciani (Firenze) Di..., a due chiavi decussate di..., legate per gli anelli di..., e sormontate da un crescente montante di... (citato in (13)) |
|        | Ciani (Siena) D'argento, al leone di rosso, e al graticolato attraversante d'oro (citato in (13)) |
|        | Ciani della Torre (Pistoia) D'azzurro, alla torre al naturale fondata sulla campagna di verde (citato in (13)) |
|        | Ciani Bassetti (Trento) Titoli: Cavaliere del S. R. I. col predicato di Ciano, Barone dell'I. A. inquartato: 1º e 4º d'argento al leone di rosso impugnante un fiordaliso gambuto al naturale ed accollato ad uno scudetto d'argento all'aquila di nero, legata d'oro e caricata di cinque fiamme di rosso; nel 2º d'azzurro al capriolo d'oro, accompagnato da tre stelle (6) dello stesso; nel 3º di rosso a tre sbarre d'oro Cimieri: 1º il leone dello scudo, rivolto, posto fra due vorni da torneo troncati, quello a destra di rosso e d'argento, quello a sinistra d'argento e di rosso; 2º l'aquila dello scudo; 3º il capriolo e le stelle Motto: Non sibi sed patriae (citato in (4) – Vol. II pag. 455) |
|        | Ciani Passeri o Ciani Passari (Molfetta) Titolo: nobile, barone della Statera di Molfetta, patrizio di Molfetta, Giovinazzo e Ruvo Spaccato: nella prima metà: inquartato, nel 1° di rosso; nel 2° d'argento a tre gigli d'oro posti due sopra e uno sotto, Nel 3° d'argento a tre gigli d'oro posti due sopra e uno sotto, Nel 4° di rosso (Ciani); nella seconda metà partito nel 1° d'azzurro al sole splendente d'oro; nel 2° d'oro al monticello sormontato da una piantina tutto al naturale (la blasonatura non corrisponde alla immagine disponibile) (citato in (16)) alias inquartato, nel 1° e 4° partito d'azzurro e di verde, ad una faccia bifronte d'argento, muliebre a destra e maschile a sinistra, attraversante sulla partizione (Ciani); nel 2° e nel 3° d'azzurro, allo scaglione cucito di rosso, accompagnato da 3 passeri d'oro, 2 in capo e 1 in punta (Passari) (citato in (16) e in ) |
|        | Ciano (Roma) banda di argento su azzurro - stella (5 raggi) di oro in alto a destra (citato in LEOM) |
|        | Ciantelli (Pistoia) Tagliato di rosso e d'azzurro, alla sbarra d'oro passata sulla partizione, accostata da quattro stelle a sei punte, una d'oro e una d'azzurro nel primo, e una di rosso e una d'argento nel secondo; la sbarra caricata di tre bande, una d'azzurro, una d'argento e una di rosso alias Troncato di rosso e d'azzurro, alla fascia d'oro passata sulla partizione, accostata da quattro stelle a sei punte, una d'oro e una d'azzurro nel primo, una di rosso e una d'argento nel secondo; la fascia caricata di tre pali, uno d'azzurro, uno d'argento e uno di rosso (citato in (13)) |
|        | Ciantellini (Firenze) D'azzurro, al leone vaiato di rosso e d'argento (citato in (13)) alias D'azzurro, al leone fasciato ondato di rosso e d'argento (citato in (13)) alias (DE) In Blau 1 Löwe in silber-rotem Pfahlfeh (citato in (28)) |
|        | Ciantori (Pistoia) Di rosso, a tre porci passanti d'argento, 2.1 (citato in (13)) |
|        | Ciaperoni (Firenze) D'oro, alla fascia d'azzurro caricata di un giglio del campo posto in mezzo a due leoni affrontati dello stesso, e accompagnata da due rose di rosso, 1.1 (citato in (13)) |
|        | Ciapi (Firenze) D'argento, alla banda di rosso accompagnata da sei moschettature di ermellino poste in sbarra, 3.3, ordinate nel senso della pezza (citato in (13)) |
|        | Ciaranfi (Modigliana) Di cielo, a tre cipressi al naturale nodriti sul terreno dello stesso; il tutto abbassato sotto il capo di rosso caricato di tre stelle a otto punte d'argento (citato in (13)) |
|        | Ciaravola (Napoletano) d'azzurro, al serpente ondeggiante, sormontato da tre stelle male ordinate, mirante un sole orizzontale a destra; il tutto d'oro (citato in (33)) |
|        | Ciarcià (Santa Croce Camerina, Comiso) Titolo: barone d'azzurro, alla fascia d'argento caricata di una stella di sei raggi di rosso, accompagnata in capo da una nuvola in forma di fascia ristretta e concava ed in punta da un mare, il tutto al naturale (citato in (4) – Vol. II pag. 455 e in (26)) Notizie storiche in Famiglie nobili di Sicilia. |
|        | Ciardi (Sassuolo. Mirandola) d'azzurro ad un monte di tre cime di verde, all'italiana, cucito, sormontato da un'aquila al naturale, coronata d'oro, afferrante una stella dello stesso (citato in (4) – Vol. II pag. 456) |
|        | Ciardi (Firenze) D'azzurro, al leone d'oro, in mezzo a sette stelle a otto punte dello stesso, 1.2.2.2 (citato in (13)) |
|        | Ciardi (Firenze) Di rosso, al leone d'oro accompagnato da dodici stelle dello stesso, ordinate in cinta (citato in (13)) |
|        | Ciardoni (Tolentino) di azzurro alla divisa cucita di rosso accompagnata in capo da una stella di 6 raggi di oro, e in punta da un destrocherio vestito di rosso e tenente nella mano di carnagione un serpe al naturale ondeggiante in palo (citato in (4) – Vol. II pag. 456) |
|        | Ciarella (Sardegna) (la blasonatura non è ancora caricata) (citato in (10)) |
|        | Ciari (Firenze) Partito di rosso e d'argento, alla banda attraversante d'azzurro alias Partito d'argento e di rosso, alla banda attraversante d'azzurro (citato in (13)) |
|        | Ciarpa (Pisa) Di rosso, al monte di sei cime d'oro, sostenente due steli dello stesso nodriti sulle due cime della seconda fila (citato in (13)) |
|        | Ciarpaglini (Firenze) d'azzurro al sole d'oro (citato in (4) – Vol. II pag. 456) |
|        | Ciarpaglini (Cortona) D'azzurro, al sole d'oro (citato in (13)) |
|        | Ciati (Pistoia, Firenze) D'azzurro, al grifone d'oro (citato in (13)) |
|        | Ciatori (Pistoia) Partito: nel 1º d'oro, all'aquila di nero uscente dalla partizione; nel 2º d'azzurro, alla corona radiata d'oro (citato in (13)) |
|        | Ciatti o Ciatti del Lion d'Oro (Firenze) Di rosso, a due cani controrampanti d'argento, collarinati di... (citato in (13)) alias (DE) In Rot 2 einwärtsgekehrte silberne Hunde (citato in (28)) |

### Cib
| Stemma | Casato e blasonatura |
| ------ | --- |
|        | Cibaldi (Firenze) Di..., al leone di..., sostenuto da un monte di sei cime di... alias Di..., all'albero di..., nodrito su un monte di sei cime di..., e sinistrato da un leone di..., saliente sul monte stesso (citato in (13)) |
|        | Cibo di rosso, alla banda scaccata d'argento e d'azzurro, di tre file, ed il capo di Genova, d'argento, caricato di una croce di rosso, abbassato sotto il capo dell'Impero d'oro, all'aquila bicipite di nero, coronata su entrambe le teste dello stesso (citato in (5) - pag. 102) |
|        | Cibo (Genova) di rosso, alla banda scaccata d'argento e d'azzurro, di tre file, col capo d'argento, alla croce di rosso, abbassato sotto altro capo cucito d'oro, caricato dall'aquila bicipite spiegata di nero, coronata di rosso, afferrante una lista d'argento, attorcigliata in fascia, caricata dal motto LIBERTAS di nero (citato in DAlena e in Mango) |
|        | Cibo (Cesena) (la blasonatura non è stata ancora caricata) (citato in BLCW) Immagine in Blasone Cesenate. |
|        | Cibrario (Pisa) Troncato: nel 1º d'argento, a sei sbarre, tre di rosso e tre di nero alternate; nel 2º partito: a/ di verde, a due dadi d'argento affiancati, marcati di nero; b/ d'azzurro, alla banda d'oro caricata di tre crescenti del campo volti nel senso della pezza e poggianti verso l'angolo destro (citato in (13)) |
|        | Cibrario e Cibrario Assereto (Torino) Titoli: Conte, Patrizio di Pisa, Nobile troncato, semipartito: al 1º d'argento a 6 sbarre alternate di nero e di rosso; al 2º di verde a due dadi d'argento, marcati di nero dei punti 1 e 2; al 3º d'azzurro, alla banda d'oro, carica i tre mezzelune del campo, montanti e ritirate verso il capo; il tutto sotto un capo della Repubblica di S. Marino, che è di azzurro a tre torri, cimate ciascuna da una penna di struzzo, il tutto d'argento, fondate sopra tre montagne al naturale Cimiero: capo e collo di capra Sostegni: due capre ritte ed affrontate Motto: Si deus intersit (citato in (4) – Vol. II pag. 457 e in (15)) |

### Cic
| Stemma | Casato e blasonatura |
| ------ | --- |
|        | Cicala d'azzurro, a sei cicale al naturale, poste in cinta (citato in (5) - pag. 116) |
|        | Cicala di azzurro a sei cicale di argento disposte in palo, ordinate 1, 2, 2, 1 (citato in (4) – Vol. II pag. 457) |
|        | Cicala di argento, alla banda di rosso caricata da tre cicale di oro (citato in (4) – Vol. II pag. 457) |
|        | Cicala (Albenga, Napoli) di rosso all'aquila a volo abbassato di argento (citato in (4) – Vol. II pag. 457) |
|        | Cicala e Cigala (Napoli, Arienzo, Tiriolo) Titolo: Principe di Tiriolo, Duca di Gimigliano, Conte del S. R. I., Nobile Roccafelluca di rosso, all'aquila spiegata di argento con la bordura di azzurro caricata di sette cicale di oro (citato in (4) – Vol. II pag. 463) |
|        | Cicala (Cosenza) Di rosso all'aquila spiegata d'argento coronata d'oro: la bordura cucita d'azzurro, caricata di 7 cicale d'oro ordinate 3, 2, 2 (citato in DAlena e in BLCL) |
|        | Cicala (Sicilia) Titolo: barone di Valledulmo, Caccamo; visconte; conte palatino; duca di Castrofilippo; principe di Triolo di rosso, all'aquila spiegata e coronata di nero alias di rosso all'aquila spiegata d'argento coronata d'oro: la bordura cucita d'azzurro, caricata di 7 cicale d'oro ordinate 3, 2, 3 (citato in Mango e in (26)) Corona di principe Notizie storiche in Famiglie nobili di Sicilia.   |
|        | Cicala (Tropea) Di rosso all'aquila spiegata e coronata d'oro; la bordura del primo cucita d'azzurro e caricata da sette cicale d'oro ordinate 3, 2, 2 (citato in BLCL) |
|        | Cicala (Cesena) (la blasonatura non è stata ancora caricata) (citato in BLCW) Immagine in Blasone Cesenate. |
|        | Cicalia o Cicala (Ovada) D'azzurro, all'aquila spiegata d'oro (citato in (31)) |
|        | Cicalini (Toscana) (DE) In Gold 1 silbern bordierter schwarzer Pfahl (citato in (28)) |
|        | Cicalini (Firenze) D'oro, al palo di nero bordato d'argento, accostato da due cicale montanti di nero (citato in (13)) |
|        | Cicalotti (Roma) troncato: nel 1º d'oro, all'aquila di n ero coronata del campo; nel 2º di rosso, a tre rose d'oro poste 2,1; alla fascia d'azzurro, attraversante sulla partizione e caricata di una serpe d'oro ondeggiante in fascia (Immagine nell' Archivio Storico Capitolino (PDF) (archiviato dall'url originale il 5 marzo 2016).)                                                                         |
|        | Cicambelli (Prato) d'azzurro alla testa di bue al naturale (citato in (4) – Vol. II pag. 460) D'azzurro, al rincontro di bue al naturale (citato in (13)) |
|        | Cicastro (Torino?) D'azzurro, a tre anelli d'oro, con un rubino incastonato, intrecciati tra loro e accompagnati in capo da una stella, d'oro, e in punta da due stelle, sempre d'oro (citato in (15)) |
|        | Cicatti (Arezzo) D'oro, alla fascia cucita d'argento, accompagnata da tre api (o cicale) montanti al naturale, 2.1 (citato in (13)) |
|        | Ciccaglia (Trevi) (la blasonatura non è stata ancora caricata) Notizie storiche nel sito della Associazione Pro Trevi. |
|        | Ciccarelli (Napoli) Titolo: marchese di Cesavolpe d'argento a due orsi affrontanti e sostenenti una bomba (citato in (16)) d'argento ai due orsi al naturale affrontati e sostenente una bomba fiammeggiante in atto di esplodere (citato in (19)) 2 orsi al naturale rampanti e affrontati con bomba fiammeggiante al naturale tra le anteriori su argento (citato in LEOM) Notizie storiche in Nobili napoletani. |
|        | Ciccarini o Ceccarini (Urbino) Di ..., alla banda in divisa accompagnata in capo da un crescente figurato rivolto ed in punta da un monte di tre colli movente dalla stessa, il tutto di … (citato in (34) |
|        | Cicci (Pisa) Di rosso, a due cani controrampanti d'argento collarinati d'oro, sostenenti un cuore del campo, infiammato dello stesso e sormontato da una cometa a otto punte d'oro; il tutto accompagnato in capo da un breve d'argento caricato del motto COELO AMICA FIDES in caratteri di nero (citato in (13))                                                                                                  |
|        | Cicci (Prato) Troncato d'oro e d'azzurro, al monte del secondo nel primo (citato in (13)) |
|        | Cicciaporci (Firenze) D'oro, al grifone di nero, con la bordura di rosso caricata di sei porci passanti di nero, cinghiati d'argento, posti nel senso della pezza (citato in (13)) |
|        | Cicciaporci (Roma) D'oro, al grifone di nero, con la bordura di rosso caricata di cinque porci passanti di nero, cinghiati d'argento, posti nel senso della pezza (Immagine nell' Archivio Storico Capitolino (PDF) (archiviato dall'url originale il 4 marzo 2016).) |
|        | Cicciaporci (Toscana) (DE) In Rot 1 ovaler goldener Schild, belegt mit 1 schwarzen Drachen und ringsum besetzt mit 6 schreitenden goldgezäumten schwarzen Schweinen (citato in (28)) |
|        | Ciccioni (San Miniato) D'oro, all'aquila bicipite dal volo abbassato di rosso, e alla banda attraversante d'azzurro (citato in (13)) (DE) In Gold 1 roter Doppeladler, überdeckt von 1 blauen Schrägbalken (citato in (28)) |
|        | Ciccolella (Molfetta) di rosso, allo scaglione d'argento ed una fascia dello stesso attraversante, col capo d'oro all'aquila di nero Cimiero: un moro nascente di profilo per 2/3 vestito partito di bianco e rosso, tenente colla destra uno spadone e colla sinistra la divisa: Nihil difficile volenti Motto: Nihil difficile volenti (citato in DAlena e in )                                                   |
|        | Ciccoli (Montefalco) d'azzurro, a tre crescenti montanti d'argento) (citato in Degli Abbati) |
|        | Ciccolini (Roma, Macerata) di azzurro ad un monte di sei vette d'argento cimato da una colomba di argento tenente nel becco una spiga di grano di oro (citato in (4) – Vol. II pag. 460) |
|        | Ciccolini (Roma) (la blasonatura non è stata ancora caricata) (Immagine nell' Archivio Storico Capitolino (PDF) (archiviato dall'url originale il 4 marzo 2016).) |
|        | Ciccoperi o Cicopero (Ovada) Tagliato d'azzurro e di rosso, alla sbarra d'oro, sostenente una pera al naturale, attraversante sulla partizione (citato in (31)) |
|        | Cicerello o Cicerelli o Ciciarelli (Lago, Cosenza) d'azzurro alla banda di rosso, accompagnata da un ramiscello d'ulivo d'oro e di un pesce del medesimo |
|        | Ciceri (Como) d'oro a tre piante di ceci di verde, fruttifere di rosso e nudrite sulla pianura erbosa (citato in (4) – Vol. II pag. 460) |
|        | Ciceri (Carmagnola) Inquartato di verde e di rosso (citato in (15)) |
|        | Cicinello o Cicinelli o Cincinelli o Ciciniello (Molise, Napoli) Titolo: principe di Curi; duca di Grottaglie d'azzurro all'aquila spiegata d'argento (citato in DAlena) alias Di rosso al cigno fermo d'argento e la filiera d'oro (citato in DAlena) di rosso al cigno fermo d'argento, lo scudo con bordatura dentata d'oro (citato in (19)) Notizie storiche in Nobili napoletani.                              |
|        | Cicogna (Venezia, Marano, Ferrara, Savona, Padova) d'azzurro, alla cicogna d'argento, golata di rosso (citato in (5), pag. 134) alias cicogna d'argento beccata e piotata di rosso (citato in (4), vol. II, pag. 461) |
|        | Cicogna (Venezia) D'azzurro, alla cicogna d'argento imbeccata e membrata d'oro (Immagine nella Raccolta stemmi Trippini (JPG).) |
|        | Cicogna (Siena) D'azzurro, alla cicogna d'argento posata sul terreno al naturale (citato in (13)) |
|        | Cicogna (Milano) Titolo: conti di Peltrengo, Terdobbiate; signori di Fisrengo, Garbagna, Tornaco; consignori di Bergolo, Torre Bormida Di verde, alla cicogna d'argento, con un serpe in bocca e con la sua vigilanza Motto: Ancora spero (citato in (15)) |
|        | Cicogna Mozzoni (Milano) di verde, a una cicogna d'argento, imbeccata e membrata d'oro, tenente nel becco un serpente d'azzurro e nella zampa destra alzata una pietra al naturale Cimiero: un braccio armato, impugnante una spada, al naturale Motto: Ancora spero (citato in (4) – Vol. II pag. 462) (la blasonatura non è stata ancora caricata) (Immagine nella Raccolta stemmi Topoguz.)                      |
|        | Cicogni (Pisa) D'azzurro, alla cicogna posata d'argento (citato in (13)) |
|        | Cicognini (Prato) D'azzurro, alla torre merlata alla ghibellina d'argento, cimata da una cicogna al naturale tenente nel becco una biscia di verde (citato in (13)) |
|        | Cicognini (Toscana) (DE) In Blau 1 schwebender gezinnter silberner Turm, oben links besetzt mit 1 silbernen Vogel (citato in (28)) |
|        | Cicolla o Ciccola (Forlì) 3 stelle (6 raggi) di oro su fascia di azzurro su verde - 3 gigli di argento di cui l'inferiore su - monte al naturale uscente da punta su verde (citato in LEOM) |
|        | Ciconi (San Daniele del Friuli, Milano) d'azzurro alla campagna di verde col melograno al naturale, nodrito nella medesima e col leopardo d'oro, linguato di rosso, attraversante sul tutto (citato in (4) – Vol. II pag. 463) |
|        | Ciconi Beltrame (Udine, San Daniele del Friuli) Titolo: Conte d'azzurro alla fascia scaccata d'argento e di nero sormontata dalla lettera C d'oro (citato in (4) – Vol. II pag. 462) |

### Cif
| Stemma | Casato e blasonatura |
| ------ | --- |
|        | Cifontes o Cifuentes (Sicilia) partito: nel 1° d'oro pieno; nel 2° d'azzurro, a cinque torri merlate di tre pezzi d'oro, aperte di nero, situate in croce di Sant'Andrea (citato in Mango) |

### Cig
| Stemma | Casato e blasonatura |
| ------ | --- |
| 150px  | Cigala (Napoli, Arienzo, Triolo, Genova, Lentini, Messina, Lecce, Cosenza) Titolo: principe di Tiriolo, duca di Gimigliano, conte del S.R.I. (Sacro Romano Impero), nobile di Roccafelluca, nobile dei principi; principe di Triolo, Marsicovetere; patrizio di Genova, Napoli di rosso all'aquila spiegata d'argento con la bordura d'azzurro caricata da sette cicale d'oro (citato in (16) e in (19)) alias d'azzurro a sei cicale d'argento poste in palo 1,2,2,1 (arma antica) (citato in (19)) Notizie storiche in Nobili napoletani. |
|        | Cigala Fulgosi (Piacenza) Titolo: Conte semitroncato, partito: 1º d'oro all'aquila di porpora, coronata del campo; 2º d'argento a 4 rose di 4 foglie di rosso, poste 2 e 2; 3º palato di oro e d'azzurro Motto: Virtus nescia vinci (citato in (4) – Vol. II pag. 464) |
|        | Cigala Fulgosi (Piacenza) 4 quadrifogli di rosso su argento posti in doppia fascia - aquila di viola coronata di oro su oro (citato in LEOM) |
|        | Cigheri (Genova) d'azzurro, alla cicala al naturale montante (citato in (2) – pag. 134 e in DAlena) |
|        | Cigheri o Cigara (Genova) cicala al naturale vista di dorso posta in palo su azzurro (citato in LEOM) |
|        | Cigliamochi (Firenze) D'oro, a due fasce di vaio (citato in (13)) |
|        | Ciglioni (Siena) Bandato di sei pezzi d'argento e di rosso, al capo d'azzurro caricato di una stella a sei punte d'argento posta in mezzo a due crescenti affrontati d'oro alias Bandato di sei pezzi d'argento e di rosso, al capo d'azzurro caricato di una stella a sei punte d'argento posta in mezzo a due crescenti affrontati d'argento alias Bandato di sei pezzi d'argento e di rosso, al capo d'azzurro caricato di una stella a sei punte d'oro posta in mezzo a due crescenti affrontati d'oro alias Bandato di sei pezzi d'argento e di rosso, al capo d'azzurro caricato di una stella a sei punte d'oro posta in mezzo a due crescenti affrontati d'argento alias Bandato di sei pezzi di rosso e d'argento, al capo d'azzurro caricato di una stella a sei punte d'argento posta in mezzo a due crescenti affrontati d'oro alias Bandato di sei pezzi di rosso e d'argento, al capo d'azzurro caricato di una stella a sei punte d'argento posta in mezzo a due crescenti affrontati d'argento alias Bandato di sei pezzi di rosso e d'argento, al capo d'azzurro caricato di una stella a sei punte d'oro posta in mezzo a due crescenti affrontati d'oro alias Bandato di sei pezzi di rosso e d'argento, al capo d'azzurro caricato di una stella a sei punte d'oro posta in mezzo a due crescenti affrontati d'argento (citato in (13)) |
|        | Cigna (Vico, Mondovì, Fossano) Titolo: conti di Lignana Partito di rosso e di nero, a sei ciglia d'oro, 2 e 1 in ciascun punto, con il capo d'oro, carico di due ciglia di nero Motto: Coronat et tuetur (citato in (15)) |
|        | Cigna (Mondovì) Fasciato di nero e d'oro, con il capo di rosso, carico di tre stelle (6), d'oro Motto: Candidior ti...? (citato in (15)) |
|        | Cigna Picchinesi (Colle, Firenze) Partito: nel 1º d'azzurro, al cingolo volto in cerchio d'argento sormontato da una stella a otto punte d'oro; nel 2º d'azzurro, a tre uccelli posati di verde, 2.1; con il capo cucito d'Angiò (citato in (13)) |
|        | Cignani (Toscana) (DE) Unter 1 blauen Schildhaupt, darin 1 vierlätziger roter Turnierkragen mit je 1 goldenen Lilie zwischen den Lätzen (Capo d'Angiò), in Gold 1 erniedrigter schwarzer Rautenbalken, oben begleitet von 1 silbernen strahlenden, gesichteten Sonne (citato in (28)) |
|        | Cignani (Firenze) 5 losanghe di nero accollate in fascia su oro - sole raggiante di oro in alto su oro - capo d'Angiò (citato in LEOM) |
|        | Cignetti (Firenze) D'azzurro, al porco rampante d'argento, cinghiato d'oro alias D'azzurro, al porco passante in banda d'argento, cinghiato d'oro (citato in (13)) |
|        | Cignetti o Cignetto (Pinerolese) D'azzurro, al cigno d'argento, piotato d'oro, sorante Motto: Iustus ut foris (citato in (15)) |
|        | Cignozzi (Firenze) D'azzurro, alla colonna al naturale sostenente un cigno d'argento, imbeccato e membrato di nero (citato in (13)) |
|        | Cigola (Brescia) partito: nel 1 troncato di verde e di roso, al quarto franco di argento, col capo d'oro carico di un'aquila di nero, coronata d'oro; al 2º d'oro alla fascia d'azzurro caricata di tre gigli del campo, ordinati in fascia (citato in (4) – Vol. II pag. 465) |
|        | Cigola (Brescia) aquila di nero ali abbassate su rosso - quartier franco di verde inferiore destro su argento - capo di verde pieno - 3 gigli di oro posti su fascia di azzurro su oro (citato in LEOM) |
|        | Cigoli (Firenze) D'argento, alla ruota di molino di nero (citato in (13)) |
|        | Cigolotti (Montereale Cellina, Lucca, Torre Annunziata) Titolo: Conte di Meduna troncato: al 1º d'argento alla cicala al naturale; al 2º di rosso, al monte di tre cime alla tedesca di verde, cucito, con la quercia d'oro, nodrita nel medesimo, di due rami, questi attraversanti il primo punto e cuciti (citato in (4) – Vol. II pag. 465) |

### Cil
| Stemma | Casato e blasonatura |
| ------ | --- |
|        | Cilla (Pisa) D'oro, alla fascia d'azzurro sormontata da un'aquila dal volo abbassato di nero, coronata dello stesso alias Troncato d'azzurro e d'oro, con il capo dell'Impero (citato in (13))                                                                                      |
|        | Cilla (Ravenna) rondine (uccello) al naturale in volo in banda su azzurro - campagna mareggiata di argento (citato in LEOM) |
|        | Cilleni Nepi (Assisi) diamante grezzo di oro su azzurro - sole raggiante di oro in alto a sinistra - stella (6 raggi) di oro in basso a destra su azzurro - banda ondata di argento su azzurro - lambello di rosso (4gocce) 3 gigli di oro in alto (citato in LEOM)                 |
|        | Cilleni-Nepis (Assisi) (la blasonatura non è stata ancora caricata) (Immagine nella Raccolta stemmi Trippini (JPG).) |
|        | Cilli d'azzurro, alla rondine al naturale, volante sopra il mare calmato d'argento (citato in (5) - pag. 114) |
|        | Cilli (Pistoia, Firenze) D'azzurro, all'albero nodrito sul terreno e al cervo attraversante al tronco, il tutto al naturale e accompagnato ai lati da due crescenti rovesciati d'argento, quello di destra racchiudente fra le punte una stella a otto punte d'oro (citato in (13)) |
|        | Cilli (Cesena) (la blasonatura non è stata ancora caricata) (citato in BLCW) Immagine in Blasone Cesenate. |
|        | Cilotta (Sicilia) d'azzurro, con due leoni coronati d'oro, contro-rampanti ed affrontati ad un albero di pino sradicato d'oro (citato in (26)) Notizie storiche in Famiglie nobili di Sicilia.                                                                                      |

### Cim
| Stemma | Casato e blasonatura |
| ------ | --- |
|        | Cima (Cesena) (la blasonatura non è stata ancora caricata) (citato in BLCW) Immagine in Blasone Cesenate. |
|        | Cimaglia o Cimaglia Gonzaga (Foggia) Partito: nel 1° di Gonzaga; nel 2° d'azzurro all'aquila spiegata di nero coronata d'oro, posata sopra un monte di 3 cime di verde, accompagnata nel canton destro del capo da una stella (6) d'argento alias di rosso al cigno fermo d'argento e la filiera d'oro Cimiero: un cigno d'argento (citato in DAlena) |
|        | Cimaglia Gonzaga (Napoli, Foggia, Vieste, Messina) Titolo: marchesi d'azzurro all'aquila spiegata di nero coronata d'oro, poggiata sopra tre monti di verde, accompagnata nel capo da una stella d'argento (citato in (16)) |
|        | Cimaglia (Molise) Di rosso all'aquila spiegata di nero coronata d'oro poggiata sopra tre monti di verde moventi dalla punta, accompagnata nel capo da una stella d'argento (citato in DAlena) |
|        | Cimaliano (la blasonatura non è stata ancora caricata) (citato in DAlena) |
|        | Cimatori (Asolo) Inquartato: nel primo e quarto d'azzurro; nel secondo e terzo d'oro a tre bande centrate d'azzurro (citato in DAlena) |
|        | Ciminelli (Abruzzo) D'argento alla fascia di rosso, accompagnata in capo da un ramo di verde, ed in punta da tre bande di rosso (citato in DAlena) |
|        | Cimini o Cimino (Sicilia) d'azzurro, a tre piante di cimino al naturale, nodrite sovra un monte di tre cime d'oro, movente dalla punta (citato in Mango) |
|        | Cimino (Napoli) Titolo: marchese di Casolla Valenzano d'azzurro all'albero di cimino sostenuto da due leoni controrampanti, il tutto al naturale (citato in (4) – Vol. II pag. 466 e in (16)) |
|        | Cimino (Tropea) D'azzurro al monte all'italiana di tre cime d'oro uscente dalla punta e sostenente una pianta di cimino al naturale (citato in BLCL) Immagine in Tropea Magazine. |
|        | Cimiotti Steinberg (Trieste) Titolo: Cavaliere dell'I. A. troncato: 1º partito: a) di rosso a tre bande d'argento; b) d'oro alla mezz'aquila di nero, armata e linguata di rosso uscente dalla partizione; 2º grembiato: a) d'oro alla mezz'aquila come nel secondo punto; b) d'azzurro al monte ghiacciato, uscente dal mare; c) di rosso a tre palle d'argento 2, 1 Cimieri: a destra: due semivoli addossati, troncati d'argento e di rosso dell'uno all'altro, nel mezzo di essi un fascio legato di rosso; a sinistra: un leone d'oro, nascente, con la coda biforcata, linguato e unghiato di rosso (citato in (4) – Vol. II pag. 466) |

### Cin
| Stemma | Casato e blasonatura |
| ------ | --- |
|        | Cinaglia (Cortona) Troncato: nel 1º scaccato di quattro file d'argento e d'azzurro; nel 2º di rosso pieno (citato in (13)) |
|        | Cinaglia (Umbria) scaccato di argento e di azzurro - rosso pieno (citato in LEOM) |
|        | Cinatti (Firenze) Troncato d'oro e di rosso, a tre teste di leopardo, 2.1, dell'uno nell'altro (citato in (13)) |
|        | Cincanelli (Firenze) Di..., alla fascia di... infilzante tre ghirlande di..., e accompagnata da tre stelle a otto punte di..., 2.1 (citato in (13)) |
|        | Cinelli (Pescia) Titolo: Nobili inquartato: nel 1º e 4º d'argento; nel 2º e 3º d'azzurro colla cicogna ferma sulla troncatura e tenente nel becco un serpe ondeggiante in palo, il tutto al naturale e rivoltato; alla banda carica di due crescenti rivoltati, il tutto d'oro e attraversante sull'inquartato (citato in (2) – pag. 489 e in DAlena) 2 lune rivolte di oro su banda di oro su inquartato di argento e di azzurro - cicogna rivolta ferma sulla troncatura serpente nel becco tutto al naturale su azzurro (citato in LEOM) |
|        | Cinelli (Firenze, Pescia) D'oro, alla banda d'azzurro caricata di un crescente del campo, volto nel senso della pezza (citato in (13)) (DE) In Gold 1 blauer Schrägbalken, belegt mit 1 schräglinks nach oben gewendeten goldenen Halbmond (citato in (28)) alias Inquartato: nel 1º e 4º d'argento, alla banda d'oro caricata di un crescente di..., rivolto in sbarra; nel 2º e 3º d'azzurro, all'uccello (cicogna) posato al naturale, tenente nel becco una biscia dello stesso (citato in (13)) alias Inquartato: nel 1?? e 4?? d'argento pieno; nel 2?? e 3?? d'azzurro, all'uccello posato d'oro, tenente nel becco una biscia di verde; e alla fascia d'oro attraversante sul tutto, caricata di due crescenti montanti di... (citato in (13)) alias Inquartato: nel 1?? e 4?? d'argento pieno; nel 2?? e 3?? d'azzurro, all'uccello posato d'oro, tenente nel becco una biscia di verde; e alla fascia d'oro attraversante sul tutto, caricata di due crescenti rivolti in sbarra di... (citato in (13)) alias Di..., alla cicogna posata di..., tenente nel becco una biscia di...; con il capo di..., caricato di una banda di..., sovraccaricata di un crescente di..., volto nel senso della pezza (citato in (13)) |
|        | Cinelli o Cinelli di Pescia (Toscana) (DE) Silber-blau geviert und überdeckt von 1 goldenen mit 2 schrägrechts nach oben gewendeten silbernen Halbmonden belegten Schrägbalken, in den Plätzen jeweils 1 linksgewendeter stehender goldener Vogel mit 1 grünen Schlange im Schnabel (citato in (28)) |
|        | Cini (Roma, Firenze) inquartato: di argento e di rosso (citato in (4) – Vol. II pag. 466) |
|        | Cini (Roma) 3 stelle (6 raggi) di oro su fascia di azzurro su azzurro - sole raggiante di oro in alto su azzurro - albero di pino al naturale su terrazzo di verde in basso su azzurro (citato in LEOM) |
|        | Cini (Larino, Molise) Titolo: barone di Portocannone di azzurro al cigno al naturale, nuotante sul mare ondato d'argento, ed imbeccante un ramoscello di palma del medesimo (citato in (4) – Vol. II pag. 467, in DAlena e in (16)) |
|        | Cini (Colle) D'azzurro, a tre lance d'oro poste in banda e ordinate una sull'altra; con il capo cucito d'Angiò (citato in (13)) |
|        | Cini (Firenze) Troncato: nel 1º d'azzurro, al leone d'argento nascente dalla partizione; nel 2º fasciato di quattro pezzi d'argento e d'azzurro alias Troncato: nel 1º d'azzurro, al leone d'argento nascente dalla partizione; nel 2º fasciato di sei pezzi d'argento e d'azzurro (citato in (13)) |
|        | Cini (Firenze) Partito d'argento e di nero, a due spade basse poste in palo dell'uno nell'altro (citato in (13)) |
|        | Cini (Firenze) Partito d'oro e d'azzurro, alla stella a otto punte attraversante dell'uno all'altro (citato in (13)) alias Partito d'azzurro e d'oro, alla stella a otto punte attraversante dell'uno all'altro (citato in (13)) (DE) In blau-gold gespaltenem Feld 1 achtstrahliger facettierter Stern in verwechselten Tinkturen (citato in (28)) |
|        | Cini (Firenze) Di nero, a quattro fasce diminuite d'argento (citato in (13)) |
|        | Cini (Pisa, Firenze) D'argento, a tre pali di nero, e alla croce di sant'Andrea attraversante di rosso (citato in (13)) |
|        | Cini (Firenze) D'azzurro, allo scaglione di rosso caricato di tre palle d'oro (citato in (13)) |
|        | Cini (Pistoia) Troncato d'argento e di nero, alla stella a otto punte d'oro posta nel primo (citato in (13)) |
|        | Cini (Pistoia) Fasciato di otto pezzi d'oro e d'azzurro, alla banda attraversante d'argento. (citato in (13)) |
|        | Cini (Prato) D'azzurro, alla banda d'argento caricata di tre stelle a sei punte di... (citato in (13)) |
|        | Cini (Toscana) (DE) In Rot 1 silbernes Flügelpaar (citato in (28)) |
|        | Cini o Cini di Mattio (Firenze) D'azzurro, all'albero di verde nodrito su un monte di sei cime d'oro (citato in (13)) (DE) In Blau 1 goldener Sechsberg, oben besetzt mit 1 naturfarbenen Laubbaum (citato in (28)) |
|        | Cini del Quartier San Giovanni (Firenze) 3 gemelle in fascia di argento su nero (citato in LEOM) |
|        | Cini di Spina (Pisa) Partito: nel 1º di rosso pieno; nel 2º fasciato di sei pezzi d'oro e d'azzurro; il tutto abbassato sotto il capo di rosso (citato in (13)) |
|        | Cinischi (Pistoia) D'azzurro, al leone d'oro e alla fascia attraversante d'argento (citato in (13)) |
|        | Cino (Biella) Di rosso, all'ermellino al naturale, passante Motto: Potius mori quam foedari (citato in (15)) |
|        | Cinotti (Siena) di rosso alla banda d'argento caricata di un leone illeopardito di oro, al capo dello stesso caricato di un'aquila spiegata di nero (citato in (4) – Vol. II pag. 467) |
|        | Cinotti (Firenze) Di rosso, alla banda d'argento caricata di un leone leopardito d'oro; con il capo dell'Impero alias Di rosso, alla banda d'argento caricata di un leone leopardito al naturale; con il capo dell'Impero (citato in (13)) |
|        | Cinotti (Cento) Cigno (citato in DAlena) |
|        | Cinquemani (Sicilia) d'azzurro, con cinque mani appalmate d'oro, ordinate in croce di s. Andrea (citato in (26)) Notizie storiche in Famiglie nobili di Sicilia. |
|        | Cinquetti (Verona) d'azzurro, a 5 palle d'oro poste 3, 2; al capo dello stesso caricato di un'aquila di nero, sostenuto di rosso Motto: Fides et labor omnia vincunt (citato in (2) – pag. 515 e in DAlena) |
|        | Cinquevie (Torino) Titolo: consignori di Bonavalle, Cavallerleone Interzato in fascia, al 1° d'azzurro, al leone d'oro illeopardito, addestrato da uno scudetto d'argento, caricato di un puntale di spada di rosso; al 2° di rosso, al castello d'argento aperto di nero con un cancelletto, di nero, a sinistra della porta; al 3° d'oro alla traccia di cinque vie o strisce ondulate irregolarmente, moventi dal cancelletto del castello e tinte di rosso, d'azzurro, di colore bigio, di verde e di porpora Motto: Et ferox non trasgreditur (citato in (15)) |
|        | Cinquini (Pisa) Di vaio pieno (citato in (13)) |
|        | Cinti (Ancona) di azzurro alla banda di argento caricata di tre stelle (6) accompagnata in capo da una torre cintata al naturale ed in punta da un monte di tre cime di verde Motto: Ou bien, ou rien (citato in (4) – Vol. II pag. 467) |
|        | Cinti Luciani (Comacchio, Fano) d'azzurro al leopardo illeonito d'argento, accompagnato in capo da un nastro d'argento fra tre stelle d'oro (citato in (4) – Vol. II pag. 467) |
|        | Cintii (Cesena) (la blasonatura non è stata ancora caricata) (citato in BLCW) Immagine in Blasone Cesenate. |
|        | Cinughi e Cinughi de Pazzi (Siena) Titolo: Patrizi di Siena partito contratroncato cuneato (inchiavato) d'oro e di rosso Motto: Acie et soliditate (citato in (4) - Vol. II pag. 468 (inquartato controinchiavato d'oro e di rosso), in (5) - pag. 119 e in (13)) |
|        | Cinugoli (Firenze) Fasciato ondato di... e di..., alla fascia attraversante di... (citato in (13)) |
|        | Cinuzzi (Siena) d'azzurro, allo scaglione gemello d'oro accompagnato da 3 gigli del medesimo (citato in (2) – pag. 287, in (5) - pag. 134 e in DAlena) D'azzurro, alla gemella in scaglione d'oro, accompagnata da tre gigli dello stesso, 2.1. (citato in (13)) |
|        | Cinzanotto (Torino) Troncato, d'azzurro, a tre piedi di gallina d'argento, e d'argento, al pioppo di verde, fiorito di rosso Motto: Refugio et trahor (citato in (15)) |

### Cio
| Stemma | Casato e blasonatura |
| ------ | --- |
|        | Ciocchi (Parma, Modena) d'azzurro a due clave di legno al naturale, legate da un nastro d'argento e accompagnate da quattro stelle (6) d'oro Motto: Nobilitas totius dominii Estensis (citato in (4) – Vol. II pag. 468) |
|        | Ciocchi (Firenze) D'azzurro, alla banda d'oro caricata di tre ciocche (o rametti) al naturale (citato in (13)) |
|        | Ciocchi (Firenze) Troncato: nel 1º d'oro, allo scaglione di rosso; nel 2º di rosso, alla testa di serafino d'oro (citato in (13)) |
|        | Cioci (Firenze) Partito d'azzurro e d'argento (citato in (13)) |
|        | Cioci (Toscana) (DE) Schwarz-silber gespalten (citato in (28)) |
|        | Cioci (Pistoia) D'oro, a tre scorpioni montanti di nero, 2.1, accompagnati da una crocetta di rosso, posta nel punto del capo (citato in (13)) |
|        | Cioffo (Sicilia) d'azzurro, a tre bande d'oro, abbassate sotto la fascia in divisa, sostenente un leone leopardito, il tutto dello stesso (citato in Mango) |
|        | Ciofi (Roma) troncato di azzurro e di onde increspate al naturale, colla fascia d'oro attraversante sulla partizione: l'azzurro caricato di una cometa fra due stelle di otto raggi il tutto d'argento (citato in (4) – Vol. II pag. 469) |
|        | Ciofi (Firenze) Di rosso, alla banda d'azzurro, caricata di tre ghirlande d'oro alias Di rosso, alla banda d'azzurro bordata d'oro, caricata di tre ghirlande d'oro (citato in (13)) |
|        | Ciofi (Toscana) (DE) In Rot 1 blauer Schrägbalken, der Figur nach belegt mit 3 grünen Lorbeerkränzen (citato in (28)) |
|        | Ciofi (Firenze) D'azzurro, alla banda d'argento caricata di tre rose di rosso (citato in (13)) |
|        | Ciofi degli Atti (Roma) partito: nel 1º troncato d'azzurro e di onde increspate al naturale alla fascia d'oro attraversante sulla partizione. L'azzurro caricato da una cometa fra due stelle (8): il tutto d'argento; nel 2º di rosso all'albero di palma sradicato e sostenuto da due leoni affrontati al naturale (citato in (4) – Vol. II pag. 469) |
|        | Ciogni (Siena) D'argento, alla croce d'azzurro (talora scorciata), caricata di cinque stelle a otto punte d'oro, 1.3.1 alias D'argento, alla croce d'azzurro (talora scorciata), caricata di cinque stelle a sei punte d'oro, 1.3.1 (citato in (13)) |
|        | Ciogni (Roma) 5 stelle (5 raggi) di oro poste in croce su croce di azzurro su argento (citato in LEOM) |
|        | Cioia (Milano, Roma) leone rampante di oro trafitto da spada in banda al naturale - 3 stelle (5 raggi) di oro su azzurro poste in basso 2,1 - bordura inquartata di argento e di rosso - aquila bicipite di nero su oro in capo (citato in LEOM) |
|        | Cioia (Milano, Roma) leone rampante di oro trafitto da una spada posta in banda punta al basso di argento su azzurro - 3 stelle (5 raggi) di oro poste in fascia in basso su azzurro - aquila bicipite di nero su oro in capo (citato in LEOM) |
|        | Ciola (Milano, Roma) d'azzurro al leone d'oro trafitto in banda da una spada al naturale; accompagnata in punta da tre stelle d'oro; col capo d'oro carico di un'aquila bicipite di nero (citato in (4) – Vol. II pag. 469) |
|        | Cioli (Firenze) Di rosso, al drago d'oro sormontato da una stella a otto punte dello stesso (citato in (13)) |
|        | Cioli (Firenze) D'azzurro, alla fascia abbassata d'oro sostenente due vasi ad un'ansa contrapposti d'argento, accompagnati in capo da un crescente rovesciato d'oro (citato in (13)) |
|        | Cioli (Pisa) D'azzurro, allo scaglione d'oro (citato in (13)) |
|        | Cionacci (Firenze) D'oro, a tre ruote di molino di rosso, 2.1 (citato in (13)) |
|        | Cionarini (Pisa) Di..., al cervo saliente di... (citato in (13)) |
|        | Cione di Vaccino (Firenze) D'argento, al toro furioso di nero (citato in (13)) |
|        | Cioni (Fiesole) Di verde, alla scure consolare d'argento, fasciata d'oro e legata di rosso e d'azzurro, uscente in sbarra da destra e appoggiata alla montagna al naturale uscente dalla punta; il tutto accompagnato da tre stelle a otto punte d'argento, ordinate in capo (citato in (13))                                                           |
|        | Cioni (Firenze) D'argento, al leone di nero, armato e lampassato di rosso, e alla banda attraversante d'azzurro alias D'oro, al leone d'azzurro, e alla banda attraversante di rosso (citato in (13)) |
|        | Cioni o Cioni dell'Unicorno (Firenze) D'oro, alla pantera rampante al naturale, accompagnata nel cantone destro del capo da un giglio di rosso (citato in (13)) (DE) In Gold 1 rotgezungter natürlicher und naturfarbener Leopard, im rechten Obereck begleitet von 1 roten Lilie (citato in (28))                                                      |
|        | Cioni (Toscana) (DE) Unter 1 silbernen? Schildhaupt, darin 1 schreitender Vogel, silber-rot geschacht (citato in (28)) |
|        | Cioni (Firenze) Di..., alla banda di... caricata di tre rose di... (citato in (13)) |
|        | Cioni Fortuna (Pisa) Di rosso, a tre scaglioni d'oro (citato in (13)) |
|        | Cionini (Cesena) (la blasonatura non è stata ancora caricata) (citato in BLCW) Immagine in Blasone Cesenate. |
|        | Cionis o Cionis Ristorus (Toscana) (DE) In Gold 3 mit je 1 goldenen Lilie belegte blaue Rauten balkenweise und 1 schwebender blauer Sechsberg, das Ganze überhöht von 1 dreilätzigen roten Turnierkragen (citato in (28)) |
|        | Cioppi (Firenze) D'azzurro, al giglio bottonato d'oro, posto in mezzo a tre stelle a otto punte d'argento, 2.1 (citato in (13)) |
|        | Cioran (Trieste) D'oro al cervo al naturale passante sopra una terrazza di verde (citato in DAlena) |
|        | Ciotta (Colle) Troncato: nel 1º d'azzurro, all'albero di palma di verde nodrito sulla campagna d'azzurro caricata di una sbarra d'oro; l'albero sinistrato da un grifone d'argento rampante al tronco; nel 2º d'azzurro, a tre sbarre d'oro e al lambello a cinque pendenti attraversante dello stesso; e al capo dell'Impero (citato in (13))          |
|        | Ciotti (Conegliano (Treviso)) Titolo: Nobile d'argento all'agnello pasquale al naturale, passante sopra un monte di verde di tre cime (citato in (4) – Vol. II pag. 470) |
|        | Ciotti (Siena) D'oro, al ramo di verde, fiorito di tre pezzi di rosso movente dalla punta e sostenente una colomba d'argento (citato in (13)) |
|        | Ciotti (Civita Castellana) fascia scorciata di oro e orlata di rosso in capo seghettata in alto e in basso su azzurro - rosso pieno - capo di Francia - trangla di oro (citato in LEOM) |

### Cip
| Stemma | Casato e blasonatura |
| ------ | --- |
|        | Cipelli (Piacenza, Parma) Titolo: Nobile troncato al 1º d'oro all'aquila di nero posata su un'asta nera; al 2º di argento alla fascia d'oro accompagnata da tre conchiglie al naturale 2 in capo e una in punta (citato in (4) – Vol. II pag. 470) |
|        | Cipelli (Vercelli) Titolo: conti di Motta dei Conti Troncato di nero e d'argento, a tre incudini dell'uno nell'altro Motto: Post nubila phoebus (citato in (15)) |
|        | Cipolla (Verona) d'argento, ad una cipolla di rosso fogliata di verde (citato in (2) – pag. 143 e in DAlena) |
|        | Cipolla (Firenze) Titoli: Nobile, Conte d'oro alla cipolla al naturale Cimiero: l'aquila bicipite d'azzurro coronata d'oro (citato in (4) – Vol. II pag. 471) |
|        | Cipolla (Sicilia) d'oro, alla banda d'azzurro, accompagnata nel capo da due cipolle al naturale, ordinate in banda, e nella punta dal leone leopardito del secondo (citato in Mango) |
|        | Cipolleschi (Arezzo) D'argento, al fiume in fascia sostenente un uccello sorante, tenente nel becco una biscia; il tutto al naturale e accompagnato in punta da un giglio bottonato d'oro (citato in (13)) |
|        | Cipolli (San Giovanni Valdarno) Troncato: nel 1º d'azzurro, alla stella a otto punte d'oro; nel 2º d'oro, alla cipolla al naturale; e alla fascia d'argento passata sulla troncatura (citato in (13)) |
|        | Cipolloni (Firenze) Trinciato d'oro e d'azzurro, a due crescenti montanti dell'uno nell'altro, accompagnati nel capo da un lambello a tre pendenti attraversante di rosso. (citato in (13)) (DE) In gold-blau schräggeteiltem Feld 2 liegende Halbmonde in verwechselten Tinkturen, überhöht von 1 dreilätzigen roten Turnierkragen (citato in (28)) alias Trinciato d'oro e d'azzurro, a due crescenti montanti dell'uno nell'altro, accompagnati nel capo da un lambello a cinque pendenti attraversante di rosso. (citato in (13)) alias Trinciato d'oro e d'azzurro, a due crescenti volti in banda dell'uno nell'altro, accompagnati nel capo da un lambello a tre pendenti attraversante di rosso. (citato in (13)) alias Trinciato d'oro e d'azzurro, a due crescenti volti in banda dell'uno nell'altro, accompagnati nel capo da un lambello a cinque pendenti attraversante di rosso. (citato in (13)) (DE) In gold-blau schräggeteiltem Feld 2 schräglinks nach oben gewendete Halbmonde in verwechselten Tinkturen, das Ganze überdeckt von 1 fünflätzigen roten Turnierkragen in der Schildhauptstelle (citato in (28)) |
|        | Cipolloni (Toscana) (DE) Gold-rot erniedrigt schräggeteilt: Oben 1 blauer, unten 1 goldener liegender Halbmond (citato in (28)) |
|        | Cippico (Roma) Titoli: Nobile, Conte cuneato in banda di rosso e d'oro Cimiero: il leone nascente d'oro, linguato di rosso (citato in (4) – Vol. II pag. 471) |
|        | Cipponeri o Gipponieri (Sicilia) d'argento, al ramo di landro fogliato di verde (citato in Mango e in (26)) Notizie storiche in Famiglie nobili di Sicilia. |
|        | Cipriani (Livorno) semipartito troncato: nel primo d'oro a sei palle d'azzurro 3, 2, 1; nel secondo troncato: a) d'oro alla croce potenziata di rosso accantonata da quattro crocette dello stesso; b) di azzurro a tre triangoli d'oro 2, 1; nel terzo d'argento alla biscia di verde coronata d'oro ondeggiante in palo e mordente un'altra biscia di verde Motto: Semper idem (citato in (4) – Vol. II pag. 472) (DE) Über 1 silbernen Schildfuß, darin 1 goldene Krone und 1 grünes Band, gespalten: Rechts in Gold 3 blaue Scheiben erhöht 3:2:1 gestellt, links erniedrigt geteilt, oben in Gold 1 rotes Tatzenkreuz allseitig begleitet von 4 roten Kreuzen, unten in Blau 3 goldene 2:1 gestellte Dreiecke (citato in (28)) |
|        | Cipriani (Norcia) troncato: nel 1º partito d'oro a 6 palle d'azzurro e d'azzurro a 3 caprioli d'oro col capo d'argento attraversante sulla partizione e caricata da una croce di Gerusalemme d'oro; nel 2º d'argento al serpe ingoiante un altro serpe più piccolo al naturale Cimiero: un serpe coronato ingoiante un altro serpe più piccolo (citato in (4) – Vol. II pag. 472) |
|        | Cipriani (Pistoia) Titolo: Patrizio Trinciato d'oro e d'azzurro, a due rose dell'uno nell'altro, e alla banda vaiata di rosso e d'argento passata sulla partizione (citato in (13)) |
|        | Cipriani (Firenze, Livorno, Prato) D'azzurro, a sei palle d'argento, 3.2.1 (citato in (13)) (DE) In Blau 6 silberne Scheiben 3:2:1 gestellt (citato in (28)) alias Semipartito troncato: nel 1º d'oro, a sei palle d'azzurro, 3.2.1; nel 2º d'azzurro, a tre triangoli rovesciati d'oro, 2.1, con il capo di Gerusalemme; nel 3º d'argento, al serpente annodato in palo di verde, addentante un serpente pi?? piccolo dello stesso, e sormontato da una corona radiata d'oro (citato in (13)) |
|        | Cipriani (Toscana) (DE) In Gold 6 blaue Scheiben, 3:2:1 gestellt (citato in (28)) |
|        | Cipriani (Molfetta) d'oro, a 6 palle d'azzurro 3, 2, 1 Motto: Semper idem (citato in ) |
|        | Cipriani (Veroli) 3 stelle (6 raggi) di rosso su fascia di argento su troncato di azzurro e di argento - 3 melograni al naturale in banda posti in fascia che sorridono di rosso su azzurro - 3 bande di rosso su argento (citato in LEOM) |

### Cir
| Stemma | Casato e blasonatura |
| ------ | --- |
|        | Circhia (Sicilia) d'azzurro, con casamento accompagnato da un leone posto nel fianco destro, e da un albero al fianco sinistro, sormontato da una stella; il tutto d'oro (citato in (26)) Notizie storiche in Famiglie nobili di Sicilia. |
|        | Circi (Roma) (la blasonatura non è stata ancora caricata) (Immagine nell' Archivio Storico Capitolino (PDF) (archiviato dall'url originale il 4 marzo 2016).) |
|        | Cirenei (Pistoia) Fasciato di sei pezzi, tre d'azzurro e tre scaccati di due file d'argento e di rosso (citato in (13)) |
|        | Ciria (Cremona) Titolo: signori di Cicognolo trinciato di rosso e di nero, alla banda d'argento (citato in BLCR) Immagine in Blasonario Cremonese (archiviato dall'url originale il 1º giugno 2017). alias trinciato di rosso e d'azzurro, alla banda d'argento (citato in BLCR) Immagine in Blasonario Cremonese (archiviato dall'url originale il 1º giugno 2017).                                                           |
|        | Ciriaci (Velletri) (la blasonatura non è stata ancora caricata) (citato in DAlena) |
|        | Ciriello (Chioggia) (la blasonatura non è stata ancora caricata) (citato in Araldica gentilizia (archiviato dall'url originale il 24 settembre 2015).) |
|        | Cirillo (L'Aquila) D'azzurro alla torre d'argento, sormontata da un gallo al naturale (citato in DAlena) |
|        | Cirillo (Napoletano) d'azzurro, alla torre aperta, finestrata e torricellata di altre tre; su quella di mezzo è fermo un colombo d'argento; con la bordura d'oro (citato in (33)) |
|        | Cirini (Pistoia) D'azzurro, al cervo saliente d'argento, accompagnato in capo da tre stelle a otto punte di rosso, 1.2 (citato in (13)) |
|        | Cirini o Cirino (Nicosia, Palermo) Titolo: barone di Montegrosso, Melelao, Favari d'oro, alla fascia d'azzurro, caricata di cinque losanghe accollate del campo (citato in (4) – Vol. II pag. 473, in (16) e in (26)) d'oro, con una fascia d'azzurro caricata da cinque lozanghe del campo (citato in (26)) (Immagine nella Raccolta stemmi Trippini (JPG).) Corona di barone Notizie storiche in Famiglie nobili di Sicilia. |
|        | Cirino (Nicosia, Palermo) di rosso, alla fascia d'oro, caricata di cinque losanghe di azzurro (citato in (4) – Vol. II pag. 473, in Mango e in (26)) Notizie storiche in Famiglie nobili di Sicilia. |
|        | Cirulli (Cesena) (la blasonatura non è stata ancora caricata) (citato in BLCW) Immagine in Blasone Cesenate. |

### Cis
| Stemma | Casato e blasonatura |
| ------ | --- |
|        | Cisa (Chieri) Titolo: marchesi di Gresy; conti di Pecetto; signori di Casasco; consignori di Castagnetto Inquartato, al 1º e 4º bandato d'oro e d'azzurro al leone di rosso coronato d'oro; al 2º e 3º scaccato d'argento e d'azzurro; e sul tutto, di rosso a tre leoni d'argento, i superiori affrontati alias D'azzurro, a tre bande d'oro, al leone di rosso sul tutto, armato d'argento, il campo surcaricato da sei stelle d'argento, in cinta Motto: Crescit in adversis virtus (citato in (15)) |
|        | Cisa Asinari (Torino) Titoli: Marchese di Grésy, Signore di Casasco e Soglio inquartato: al 1º e 4º bandato d'oro e d'azzurro, al leone di rosso, coronato di oro; al 2º e 3º scaccato di argento e d'azzurro; sul tutto di rosso a tre leoni d'argento; i superiori affrontati Cimiero: il leone di rosso, nascente Motto: Crescit in adversis vitrtus (citato in (4) – Vol. II pag. 473) |
|        | Cisaletti (Torino) Titolo: conti di Valperga; signori di Pont Canavese; consignori di Castellamonte, La Piè di Lirano, Rivarossa D'argento, al mastio di fortezza, merlato di tre pezzi di rosso, ogni merlatura sormontata da un ramoscello di alloro, di verde, con il capo bandato d'oro e d'azzurro Motto: Incorruptible (citato in (15)) |
|        | Cisano (Padova) giglio di rosso su argento incappato di rosso (citato in LEOM) |
|        | Ciseri (Verona) Gallo (citato in DAlena) |
|        | Cisotti (Padova, Milano) Titolo: Nobile d'oro, all'albero nodrito in uno stecconato di tronchi di albero, il tutto al naturale, e sormontato da una fascia di rosso (citato in (4) – Vol. II pag. 474) |
|        | Cissone (Neive) Titolo: conti di Castelborgo; signori di Cissone; consignori di Monforte Inquartato in decusse, d'oro e di rosso, ogni punto alla testa di leone, strappata, dell'uno nell'altro alias Inquartato d'oro e di rosso, ogni punto alla testa d'agnello, strappata, dell'uno nell'altro (citato in (15)) |
|        | Cisterni (Cesena) (la blasonatura non è stata ancora caricata) (citato in BLCW) Immagine in Blasone Cesenate. |
|        | Cisti (Firenze) Bandato di sei pezzi di rosso e d'azzurro (citato in (13)) |

### Cit
| Stemma | Casato e blasonatura |
| ------ | --- |
|        | Citarelli (Molise) (la blasonatura non è stata ancora caricata) (citato in DAlena) |
|        | Citati (Palermo) Titolo: nobile partito di vaio e d'oro (citato in (4) – Vol. II pag. 474, in Mango e in (26)) vajo partito d'oro (citato in (26)) Notizie storiche in Famiglie nobili di Sicilia. Ulteriori notizie storiche in Famiglie nobili di Sicilia. |
|        | Citerni (Siena) D'azzurro, al cane d'argento fermo sull'orlo di un pozzo dello stesso, e mirante una cometa d'oro posta nel punto del capo (citato in (13)) |
|        | Citeroni (Trevi) (la blasonatura non è stata ancora caricata) Notizie storiche nel sito della Associazione Pro Trevi. |
|        | Cito (Napoli) troncato di rosso e di verde al leone accostato alla colonna cimata da un giglio, il tutto d'oro. (citato in (4) – Vol. II pag. 474) |
|        | Cito (Napoli) Titolo: Principe di Bitetto troncato di rosso e di verde al leone accostato alla colonna cimata da un giglio, a due stelle in capo, il tutto d'oro, (citato in (4) – Vol. II pag. 474) |
|        | Cito (Napoli) (la blasonatura non è stata ancora caricata) (Immagine nella Raccolta stemmi Topoguz.) |
|        | Cito o Zito (Campania, Sicilia) Titolo: principe di Rocca d'Aspro, Mesagna, Bitetto; duca di Perdifumo; marchese di Torrecuso, Torrepalazzo, Ceglie, Chirico, Capurso; conte di Castello d'argento, a due mani al naturale, vestite di verde, moventi dai fianchi dello scudo, trattenenti due ramoscelli di verde, accompagnati da tre rose di rosso, situate una in capo e due in punta (citato in (16) e in Mango) d'argento, con due mani al naturale vestite di verde trattenenti due ramoscelli dello stesso, accompagnate da tré rose di rosso poste una al capo e due in punta (citato in (26)) alias troncato di rosso e di verde, al leone rampante contro una colonna, sormontata da un giglio, il tutto d'oro (citato in (16) e in Mango) alias di verde col capo rosso, al leone accostato ad una colonna dorica cimata da un giglio, il tutto d'oro (citato in (19)) alias di verde col capo rosso, al leone accostato ad una colonna dorica cimata da un giglio, il tutto d'oro, con la spezzatura di due stelle d'oro in capo (citato in (19)) Motto: Tutus ab uno Notizie storiche in Famiglie nobili di Sicilia. Ulteriori notizie storiche in Nobili napoletani. |
|        | Cito Filomarino (Napoli) leone rampante di oro contro colonna dello stesso cimata da giglio di oro su troncato di rosso e di verde - 2 stelle (6 raggi) di oro su rosso in alto (citato in LEOM) |
|        | Citolini (Pistoia) Inquartato d'azzurro e d'oro, a due stelle a otto punte del secondo nel primo e a due crescenti affrontati del primo nel secondo; e al palo di rosso attraversante sul tutto (citato in (13)) |
|        | Cittadella (Lucca) d'oro, all'albero di verde accostato da due porcospini affrontati al naturale (citato in (2) – pag. 430 e in DAlena) D'oro, all'albero di verde nodrito sul terreno dello stesso, e accostato al piede da due ricci affrontati al naturale (citato in (13)) |
|        | Cittadella o Cittadella Castrucci (Lucca) albero sradicato affiancato da 2 ricci affrontati tutto al naturale su oro - banda ondata di rosso su argento - 2 rose di rosso in sbarra su argento (citato in LEOM) |
|        | Cittadella Vigodarzere (Cittadella) Titoli: Nobile, Conte di Onara e Bolzanella, Conte dell'I. A. inquartato: al 1º e 4º d'argento alla volpe di rosso, rampante; al 2º di rosso alla fascia d'argento; al 3º d'argento al castello al naturale, movente dal fianco destro e cimato da una torre fondata sul lembo inferiore dello scudo verso sinistra, con la cortina a destra uscente dal lembo destro dello scudo, il tutto al naturale e merlato alla ghibellina, con una bandiera di rosso sporgente in banda dalla finestra destra della torre; con uno scudetto partito d'oro e troncato di rosso e di verde carico di una fascia d'azzurro, cucita, posta sulla troncatura e sopracarico di un leone partito di rosso e d'oro; lo scudetto attraversante sul primo e sul secondo punto; il tutto con il capo d'argento carico di una croce di rosso (citato in (4) – Vol. II pag. 475) |
|        | Cittadella Vigodarzere (Padova) (la blasonatura non è stata ancora caricata) (Immagine nella Raccolta stemmi Topoguz.) |
|        | Cittadini Partito di rosso e d'oro all'aquila dell'impero attraversante sulla partizione spiegata, membrata imbeccata e doppiamente coronata metà d'oro e metà nera (citato in (4) – Vol. II pag. 476) |
|        | Cittadini (Arezzo) D'oro, al leopardo sedente di rosso, tenente una spada alta d'argento guarnita d'oro; con il capo d'azzurro, caricato di un lambello a quattro pendenti di rosso (citato in (13)) |
|        | Cittadini (Pistoia) Trinciato d'oro e d'azzurro, alla banda scaccata di due file di rosso e d'argento passata sulla partizione (citato in (13)) |
|        | Cittadini (Siena) Troncato: nel 1º d'azzurro, al leone nascente d'oro, tenente nella branca destra una croce patente e pieficcata dello stesso; nel 2º di rosso, al giglio d'argento; con la fascia diminuita d'oro passata sulla partizione (citato in (13)) |
|        | Cittadini (Val Brembana) Spaccato: nel 1° d'oro all'aquila bicipite di nero coronata dello stesso, nel 2° inquartato al 1° e al 4°di rosso, al 2°e al 3°di nero, con un bisante d'argento in cuore (citato in Stemmi della Val Brembana (archiviato dall'url originale il 6 gennaio 2013).) |
|        | Cittadini (Roma) leone rampante di oro su monte a 3 cime dello stesso uscente dalla punta su azzurro - 5 torri di oro su azzurro poste 2,2,1 (citato in LEOM) |
|        | Cittadini (Cesena) (la blasonatura non è stata ancora caricata) (citato in BLCW) Immagine in Blasone Cesenate. |
|        | Cittadini Cesi (Terni) Partito di rosso e d'oro all'aquila dell'impero attraversante sulla partizione spiegata, membrata imbeccata e doppiamente coronata metà d'oro e metà nera Motto: Insigne crimen (citato in (4) – Vol. II pag. 476) |
|        | Citterio (Milano) d'azzurro al castello merlato alla ghibellina al naturale, accompagnato in capo da tre stelle d'oro; al capo dell'impero (citato in (4) – Vol. II pag. 477) |
|        | Citterio (Milano) 3 stelle (8 raggi) di oro su fascia di azzurro su troncato di oro e di azzurro - aquila di nero rivolta coronata di oro su oro - castello di rosso a 2 torri laterali merlate alla ghibellina su azzurro (citato in LEOM) |
|        | Cittolini (Serravalle Veneto, Vittorio Veneto) Titolo: Nobile d'argento, alla testa e collo di camoscio, reciso in sbarra e sanguinoso; sgocciolante sangue: tre gocce dalle narici appuntate e nove gocce, tre su tre, dal collo; il tutto, al naturale (citato in (2) – pag. 100, in (4) - Vol. II pag. 477 e in DAlena) |

### Ciu
| Stemma | Casato e blasonatura |
| ------ | --- |
|        | Ciucci (Ascoli Piceno) di azzurro, alla banda di rosso orlata sopra di argento, sotto cucita, accompagnata in capo da una cometa d'oro in fascia; e in punta dalla torre di due palchi fondata sul monte delineato in banda, uscente dall'angolo della punta: il tutto al naturale (citato in (4) – Vol. II pag. 477) |
|        | Ciucci (Firenze) D'azzurro, a tre ricci d'oro, 2.1, i due affrontati; il tutto accompagnato in capo da un giglio dello stesso (citato in (13)) |
|        | Ciucci (Firenze) D'argento, alla croce ricrociata e vuota di nero, sormontata da un tortello dello stesso, orlato d'oro e caricato di una fede del campo (citato in (13)) |
|        | Ciuffagni (Firenze) Scaccato d'oro e di rosso (citato in (13)) (DE) Gold-rot geschacht (citato in (28)) |
|        | Ciulli (Pistoia) Di..., alla fede di... vestita di..., tenente un fascio di tre rami di rosaio di..., fioriti di un pezzo ciascuno di...; il tutto abbassato sotto il capo di..., sostenuto da una divisa di... e caricato di tre bande di... (citato in (13))                                                        |
|        | Ciurani (Venezia) D'azzurro al cervo passante d'argento, cimato e coronato d'oro (citato in DAlena) |
|        | Ciurianni (Firenze) Bandato di otto pezzi di rosso e d'argento (citato in (13)) |
|        | Ciurianni (Toscana) d'argento, a quattro bande di rosso (DE) In Silber 4 rote Schrägbalken (citato in (28)) |
|        | Ciurini (Pisa) Fasciato ondato di... e di..., con il capo dell'Impero (citato in (13)) |
|        | Ciutus (Toscana) (DE) In Silber 1 schreitender roter Vogel (citato in (28)) |

### Civ
| Stemma | Casato e blasonatura |
| ------ | --- |
|        | Civalieri e Civalieri Inviziati (Torino, Alessandria) Titoli: Conte, Signore di Masio e Quattordio, Nobile (per il decurionato alessandrino) inquartato: al 1º e 4º d'azzurro alla colomba d'argento volante in banda; al 2º e 3º palato di rosso e d'oro; il tutto col capo d'oro, carico di un'aquila di nero Motto: Quam candidus integer (citato in (4) – Vol. II pag. 478 e in (15)) alias Inquartato, al 1º e 4º d'azzurro, alla colomba d'argento, al 2º e 3º palato di rosso e d'oro; il tutto con il capo d'oro, carico di un'aquila, di nero (citato in (15)) |
|        | Civenni o Cenni (Cesena) (la blasonatura non è stata ancora caricata) (citato in BLCW) Immagine in Blasone Cesenate. |
|        | Civinini (Pistoia, Firenze) D'azzurro, alla croce patente ritrinciata di rosso, accompagnata in punta da un crescente montante d'argento (citato in (13)) |
|        | Civinini (Toscana) (DE) In Blau 1 endgespitztes rotes Kreuz und 1 liegender silberner Halbmond pfahlweise (citato in (28)) |
|        | Civitella (Abruzzo) (la blasonatura non è stata ancora caricata) (citato in DAlena) |
|        | Civoli (Siena) Trinciato d'argento e d'azzurro, alla stella a sei punte attraversante dell'uno all'altro (citato in (13)) |
|        | Civran (Venezia) Titoli: N.U.N.D., Patrizio veneto d'azzurro al cervo d'oro, fermo (citato in (4) – Vol. II pag. 478 e in DAlena) |
|        | Civrani (Venezia) d'azzurro, al cervo passante d'argento cimato d'oro (citato in (2) – pag. 169 e in DAlena) |

### Ciz
| Stemma | Casato e blasonatura |
| ------ | --- |
|        | Cizza (Sicilia) diviso nel 1° d'oro, con due rose di rosso; nel 2° d'azzurro, con tre monti di d'oro sormontati da una luna crescente d'argento, ed una fascia di rosso caricata da tre stelle d'argento attraversante sul diviso (citato in (26)) Notizie storiche in Famiglie nobili di Sicilia. |

### Cla
| Stemma | Casato e blasonatura |
| ------ | --- |
|        | Clarasca (Cremona) partito d'oro e d'azzurro, al sole dall'uno all'altro, accompagnato da quattro mezze lune, cioè decrescente e crescente dell'uno nell'altro, e montante e rivoltata dall'uno all'altro, poste in cinta; con la bordura controcomposta dei medesimi, caricata di otto stelle di sei raggi, tre nel capo, due nei fianchi e tre nella punta, delle quali le due nel mezzo della punta e del capo dall'uno all'altro, mentre le restanti dell'uno nell'altro (citato in BLCR) Immagine in Blasonario Cremonese (archiviato dall'url originale il 1º giugno 2017).                              |
|        | Clarelli (Roma) d'azzurro, al destrocherio di carnagione, armato al naturale, uscente dal lembo sinistro dello scudo e tenente una spada d'argento, manicata d'oro, alta in palo, sormontato da tre stelle a otto raggi d'oro maleordinate (Immagine nell' Archivio Storico Capitolino (PDF).) |
|        | Clarenza o Chiarenza (Catania) Titolo: barone di S. Martino, S. Pietro; marchese di Salazar; principe di S. Domenica d'argento, al braccio armato, tenente una spada posta in sbarra, al naturale, accompagnata a destra da una cometa posta in palo, e a sinistra da due stelle di sei raggi ordinate in sbarra, il tutto di rosso (citato in (4) – Vol. II pag. 479, in Mango e in (26)) Notizie storiche in Famiglie nobili di Sicilia. |
|        | Clarenza e Chiarenza (Catania) Titolo: nobile dei principi di S. Domenica di rosso, alla spada d'argento, guarnita d'oro, alta in palo (citato in (4) – Vol. II pag. 479, in Mango e in (26)) Notizie storiche in Famiglie nobili di Sicilia. |
|        | Claretta (Torino) Titolo: Barone inquartato: al 1º e 4º d'azzurro, alla stella d'oro (8); al 2º e 3º vaiato di rosso, e d'argento Cimiero: braccio di carnagione tenente una palma, posta in sbarra Motto: Sancte Anthere adesto (citato in (4) – Vol. II pag. 479 e in (15)) |
|        | Claretta Assandri (Torino) Titolo: Conte partito: al 1º di Claretta che è: inquartato: al 1º e 4º d'azzurro, alla stella d'oro (8); al 2º e 3º vaiato di rosso e d'argento; al 2º di Assandri che è d'oro, al castello di rosso, movente dalla punta dello scudo, sormontato da una scure al naturale, posta in banda, col taglio in giù; sotto un capo d'oro, carico di un'aquila di nero Cimiero: braccio di carnagione tenente una palma, posta in sbarra Motto: Sancte Anthere adesto (citato in (4) – Vol. II pag. 480)                                                                                   |
|        | Claretti o Claretti Ponzone (Peglia) Titolo: conti di Castiglione Falletto, Gassino, Lieucia, Mongrando, Thiery, Toetto di Boglio; signori di Aiglun, Dosfraires, Gorrino, Le Mas D'azzurro, alla stella (8) d'oro Motto: Hic terminus haeret alias Inquartato, al 1° e 4° di rosso, a due chiavi d'argento addossate, con il capo d'oro, carico di tre merlotti di nero, beccati e membrati di rosso; al 2° e 3° d'oro, a tre martelli di rosso, sormontati da un'aquila di nero, coronata, membrata e rostrata di rosso; sul tutto d'azzurro alla stella (8), d'oro Motto: Coelesti impulsu (citato in (15)) |
|        | Clari (Prato) D'azzurro, alla banda d'oro caricata di tre rose di rosso e accompagnata da due stelle a sei punte d'oro, 1.1 (citato in (13)) |
|        | Clari (Alessandria) D'argento, a sei palle di rosso, poste in cinta, 1, 2, 2, 1 (citato in (15)) |
|        | Clarignani (Montefalco) (la blasonatura non è stata ancora caricata) (citato in Degli Abbati) |
|        | Clarignano (Montefalco) (la blasonatura non è stata ancora caricata) (citato in Degli Abbati) |
|        | Clauser (Romallo (Trento)) Titolo: Nobile troncato: a) d'azzurro al grifo alato d'oro, passante, con le zampe anteriori alzate, linguato di rosso, accompagnato in capo da due stelle (6) d'oro; b) di rosso al muro di fortezza torricellato di uno con la porta aperta, il tutto al naturale Cimiero: il grifo alato d'oro, rampante e nascente, linguato di rosso e tenente con la zampa anteriore destra una chiave d'oro (citato in (4) – Vol. II pag. 481) |
|        | Clavari (Pesaro) di rosso alla chiave d'oro posta in palo (citato in (4) – Vol. II pag. 482) |
|        | Clavarino (Genova) di azzurro a tre monti di verde uscenti dalla campagna del medesimo, sormontati da tre stelle di oro ordinate in fascia, alla capra rampante di argento attraversante sulla campagna e sui monti; il tutto attraversato dalla fascia di rosso (citato in (4) – Vol. II pag. 482) |
|        | Clavesana Titolo: marchesi di Albenga e Villanova, Clavesana; signori di Arnasco, Bormida, Caprauna, Casanova Lerone, Castellaro, Cengio, Dogliani e Somano, Marsaglia, Montegrosso, Murazzano, Ormea, Porto Maurizio, Rezzo, Taggia, Valle d'Arroscia, Valle Stellanello; consignori di Finale, Pornassio D'oro, al capo d'azzurro (arma antica) alias D'argento, al capo d'azzurro (arma moderna) (citato in (15)) |
|        | Clavesana Titolo: marchesi D'oro, al capo di rosso (Immagine nella Raccolta stemmi Trippini (JPG).) |
|        | Clavica o Claviga (Sicilia) troncato: nel 1° d'azzurro, al leone passante d'oro; nel 2° d'azzurro, a tre pali d'oro (citato in Mango) campo azzurro, con tre pali d'oro ritirati dalla punta, sormontati da un leone passante dello stesso (citato in (26)) Notizie storiche in Famiglie nobili di Sicilia. |
|        | Clavo (Molise) (la blasonatura non è stata ancora caricata) (citato in DAlena) |

### Cle
| Stemma | Casato e blasonatura |
| ------ | --- |
|        | Clement (Torino) D'azzurro, al leone d'oro, linguato di rosso, conl capo d'argento, carico di tre rose di rosso, bottonate d'oro, ordinate in fascia (citato in (15)) |
|        | Clement (Sardegna) (di rosso, allo scaglione accompagnato da due stelle a otto raggi in capo e una pera picciolata, il tutto d'oro) (citato in Clement (Sardegna), su athenanoctua.com. URL consultato l'11 dicembre 2020 (archiviato dall'url originale il 28 giugno 2013).) |
|        | Clemente (Castelbasso, Notaresco, Roseto degli Abruzzi) D'azzurro all'araba fenice su tre monti sormontata il sole e la luna in fascia (raffigurato sul battistero e sulla pala dell'altare di giuspatronato della famiglia Clemente nella Chiesa dei SS. Pietro e Andrea a Castelbasso e sul portale d'ingresso del Villino Clemente a Pescara) |
|        | Clemente (Napoletano) (la blasonatura non è stata ancora caricata) (citato in (19)) |
|        | Clemente (Napoli) pellicano di nero con la sua pietà di rosso su monte a 3 cime di verde uscente dalla punta su oro (citato in LEOM) |
|        | Clemente di San Luca (Napoli) Titolo: Marchese di San Luca d'oro al pellicano nero in atto di nutrire i suoi 3 piccoli con il proprio sangue, al monte di 3 cime di verde (citato in (16)) |
|        | Clementi (Verona) troncato: nel 1º d'argento al cinghiale nascente di nero, unghiato e crinito d'oro, movente dal troncato; nel 2º interzato in palo: d'azzurro, d'argento e di rosso (citato in (2) – pag. 140 e in DAlena) |
|        | Clementi (Vicenza) Titoli: Nobile, Cavaliere dell'I. A. d'azzurro alla fascia d'argento, accompagnata in capo da tre stelle d'oro, ordinate in fascia ed in punta da una colomba d'argento tenente nel becco un ramoscello di olivo di verde, ferma sopra un monte dello stesso, cucito (citato in (4) – Vol. II pag. 483) |
|        | Clementi (Toscana) (DE) In Schwarz 3 rote Schrägbalken (citato in (28)) |
|        | Clementi (Firenze) Bandato di sei pezzi di rosso e di nero (citato in (13)) |
|        | Clementini d'azzurro al liocorno di argento; colla banda dello stesso caricata di quattro gigli del campo attraversante (citato in (4) – Vol. III pag. 258) |
|        | Clementini (Cesena) (la blasonatura non è stata ancora caricata) (citato in BLCW) Immagine in Blasone Cesenate. |
|        | Clementini d'azzurro allo scaglione accompagnato da tre stelle di otto raggi il tutto d'oro (citato in (4) – Vol. III pag. 258) |
|        | Clemenza o Clemenzia (Sicilia) troncato, nel 1° d'azzurro, al calice accompagnato da due stelle ordinate in sbarra e una banda attraversante, il tutto d'oro; il 2° d'azzurro, a tre sbarre d'oro (citato in Mango) diviso; nel 1° d'azzurro, con un calice accompagnato da due stelle ed una banda attraversante sul diviso, il tutto d'oro; nel 2° d'azzurro con tre sbarre d'oro (citato in (26)) Notizie storiche in Famiglie nobili di Sicilia. |
|        | Cleremont Un scudo quadro d'azzurro ad un cordone passato e ripassato in forma di croce d'oro accompagnato in fronte da due stelle et in ponta da due lampi et un crescente il tutto d'oro il tutto sovra posto a due monti dell'istesso Motto: Le passè me deplait (citato in (15)) |
|        | Cleri (Brescia) Gallo (citato in DAlena) |
|        | Clerici (Milano) inquartato: al 1º e 4º d'oro, troncato da un filetto; di sopra all'aquila bicipite coronata del campo sulle due teste; di sotto, allo scaglione, il tutto di nero; al 2º e 3º di azzurro a due colonne accollate da una lista che le avvolge in doppio giro, il tutto d'argento: la lista del 2º quartiere con la scritta Non plus ultra; quella del terzo col motto: Ultra plus (citato in (4) – Vol. II pag. 484)                 |
|        | Clerici (Milano) Titolo: signori di Casalvolone, Trecate D'oro, allo scaglione di nero alias Inquartato, al 1° e 4° d'oro, alla fascia, in divisa, accompagnata in capo da un'aquila bicipite, in punta da uno scaglione, il tutto di nero; al 2° e 3° d'azzurro, a due colonne d'argento, accollate da una lista dello stesso, scritta nel 2° punto NON PLUS ULTRA, e nel 3° punto PLUS ULTRA (citato in (15))                                      |
|        | Clerici o Clerico (Tortona) Trinciato d'azzurro e d'oro, di tre gradini, ciascuno sormontato da una stella d'oro alias Palato d'oro e d'azzurro, con il capo del primo carico di un'aquila coronata, di nero (citato in (15)) |
|        | Clerici o Clerico (Vercelli) D'azzurro, allo scaglione, accompagnato da tre stelle, il tutto d'oro Motto: Cuique suum (citato in (15)) |
|        | Clerici (Nizza) Inquartato, al 1° e 4° d'argento, allo scaglione d'oro, orlato di nero, al 2° e 3° d'azzurro, a due fasce d'oro alias Inquartato, fasciato d'argento e d'azzurro, e d'argento, a tre scaglioni di rosso Motto: Candidior fides (citato in (15)) |
|        | Clerici (Sicilia) d'oro, all'aquila bicipite spiegata e coronata di nero (citato in Mango) |
|        | Clerici Bagozzi (Asola) aquila di oro su azzurro - 2 colonne di argento su rosso - scaglione di argento su azzurro (citato in LEOM) |
|        | Clerico (Mondovì) Titolo: conti di Prazzo, Roccaforte; consignori di Ceva Di rosso, allo scaglione d'oro, accompagnato in punta da un chierico, vestito di nero, volto di dietro, con il capo d'oro, all'aquila coronata, di nero (citato in (15)) |
|        | Clerico (Lessona) D'azzurro, allo scaglione, accompagnato da tre mezzelune montanti, il tutto d'argento alias Partito di nero e d'oro, all'aquila dell'uno nell'altro, con il capo d'azzurro, carico di tre stelle d'argento, 2, 1 (citato in (15)) |
|        | Clermont de Mont St Jean Titolo: conti di Villanova Mondovì Di rosso, a due chiavi d'argento, in decusse alias Di rosso, a due chiavi d'argento, in decusse, sormontate da uno scudetto d'azzurro, carico di un giglio d'oro Motto: Si omnes ego non (citato in (15)) |
|        | Clesio, Cles o de Cles Titolo: signori poi baroni di Cles Partito d’argento e di rosso, a due leoni dell’uno nell’altro (citato in Bianchetti, Fabio. "Araldica Trentina: Cles". Quaderni Araldici, 14/08/2015). immagine in "". Tiroler Wappen. Tiroler Landesmuseum Ferdinandeum |

### Clu
| Stemma | Casato e blasonatura |
| ------ | --- |
|        | Cluselina o De La Tour de Cluselina (Aosta) D'azzurro, alla testa di cervo, accompagnata da tre stelle male ordinate, il tutto d'oro (citato in (15)) |